# Ouest lausannois (huyện)
Ouest lausannois là một huyện ở bang Vaud, Thụy Sĩ.
Huyện này có các đô thị sau:
- Bussigny-près-Lausanne
- Chavannes-près-Renens
- Crissier
- Ecublens
- Prilly
- Renens
- Saint-Sulpice
- Villars-Sainte-Croix